# Художественно-исторический музей имени А. В. Григорьева
Художественно-исторический музей им. А. В. Григорьева — одна из старейших картинных галерей в Поволжье, основанная в 1919 году в Козьмодемьянске. Филиал муниципального учреждения «Козьмодемьянский культурно-исторический музейный комплекс».

## Описание
В 1918 году художниками Казани была организована Волжско-Камская бесплатная передвижная выставка, которую планировалось показать в городах Поволжья и Прикамья. Среди 40 живописных произведений были работы русских передвижников и современных казанских художников (П. Радимова, Г. Медведева, Н. Фешина). Исследователи полагают, что основой выставки стали картины из коллекции Александра Мантеля. Когда картины прибыли в Козьмодемьянск, в стране началась гражданская война. В Казань вошли белогвардейцы. Картины остались на сохранение в отделе народного образования Козьмодемьянска.
Осенью 1919 года в Козьмодемьянск приехал один из первых профессиональных марийских художников Александр Владимирович Григорьев. Увидев картины Волжско-Камской выставки, А. Григорьев решил организовать в городе музей. Картины казанских художников и известных русских живописцев легли в основу художественного отдела музея.
Музей был создан 7 сентября 1919 года. Первоначально музей располагался в дома купца Торсуева, с 1933 года — в здании Смоленского собора. С 1998 года музей располагается в доме купца Пономарёва, являющемся памятником архитектуры XIX века, специально отреставрированном под его размещение. Этот дом был построен в 1883 году и считается самым красивым домом в городе по своей архитектуре и планировке.
4 ноября 1920 года «в честь третьей годовщины Октябрьской революции и ввиду заслуг в области народного образования и как основателя музея исполком Козьмодемьянского уездного Совета постановил именовать Козьмодемьянский музей имени тов. Григорьева А. В.».
В 1920-е годы Григорьев уехал в Москву. Находясь в столице, А. Григорьев сумел приобрести 50 картин известных художников, скульптуру и фарфор. Кроме того, многие произведения, подаренные ему разными художниками в то время, также поступили в музей (работы В. Бялыницкого-Бирули, П. Радимова, Ф. Малявина).
В 1938 году А. В. Григорьев стал жертвой сталинских репрессий и 8 лет провёл в Казахстане. Имя Григорьева у Козьмодемьянского музея отобрали. В 1946 году он был освобождён, но только в 1954 году художник добился реабилитации. В 1966 году музею в Козьмодемьянске было возвращено имя А. В. Григорьева.
В развитие и формирование фондов музея в 1919 −1963 годы большой вклад внесли директора С. Бочкарёв, С. Пузырников, И. Пландин, А. Михеева.
В фондах музея насчитывается более 43 тысяч единиц хранения, из них предметов изобразительного искусства — 3,5 тысячи. Началом картинной галереи послужила Волжско-Камская передвижная выставка, организованная в 1918 году казанскими художниками. Позднее коллекция пополнялась благодаря личному знакомству А. В. Григорьева с известными художниками и коллекционерами, а в 1970—1980-е годы — за счёт картин ленинградских художников.
Основу художественной коллекции составляют произведения русских художников XIX—XX веков. Живопись первой половины XIX века представлена женскими портретами неизвестных русских и европейских художников. Академический стиль представлен в музее преимущественно портретным жанром («Итальянец у истока» Карла Брюллова[уточнить], академической работой «Святой Иероним» выпускника Академии художеств Г. Белова),
Искусство передвижников второй половины XIX века также представлено в коллекции. Это работы таких известных мастеров, как: «Бедный мальчик с корзиной» И. И. Творожникова, «Восход солнца в горе» С. И. Святославского, «Пруд» Л. Л. Каменева, «Восход солнца», «Стадо у ручья» А. А. Киселёва, «Портрет мальчика» Н. Е. Рачкова, «Крестьянские дети» А. И. Корзухина и других художников, работающих в жанре портрета и пейзажа.
Морская тематика в музее отражена в таких произведениях, как «Лунная ночь на Чёрном море» русского мариниста И. Айвазовского, «Плоский штиль», «Берег моря» Р. Г. Судковского, «Морской залив» Е. Е. Шрёдера.
Особую гордость музея составляют произведения художника с мировым именем Николая Фешина. В 1923 году, когда Фешин уехал в США, А. В. Григорьев смог купить у него несколько работ. Кроме этого, Фешин подарил ему эскизы «Черемисской свадьбы». Таким образом, в коллекции одиннадцать работ одного из самых известных импровизаторов живописи.
Исторический отдел музея состоит из 3 тематических залов; в первом представлены экспозиции на тему природы края, археологии и этнографии; во втором — коллекция восточного, европейского и русского фарфора XVIII—XX веков; в третьем — экспозиции посвящены прошлому и настоящему Козьмодемьянска.

## Галерея

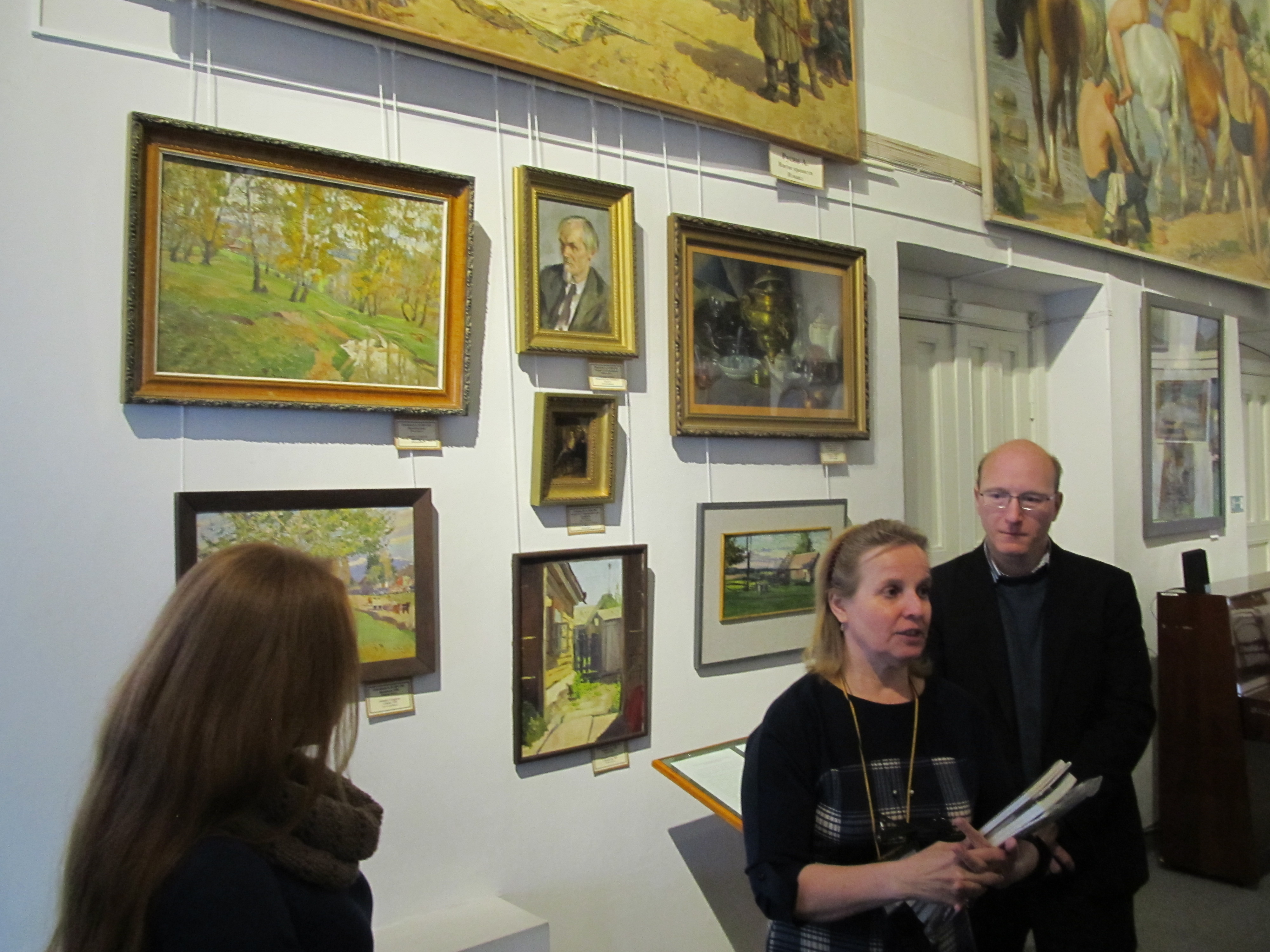
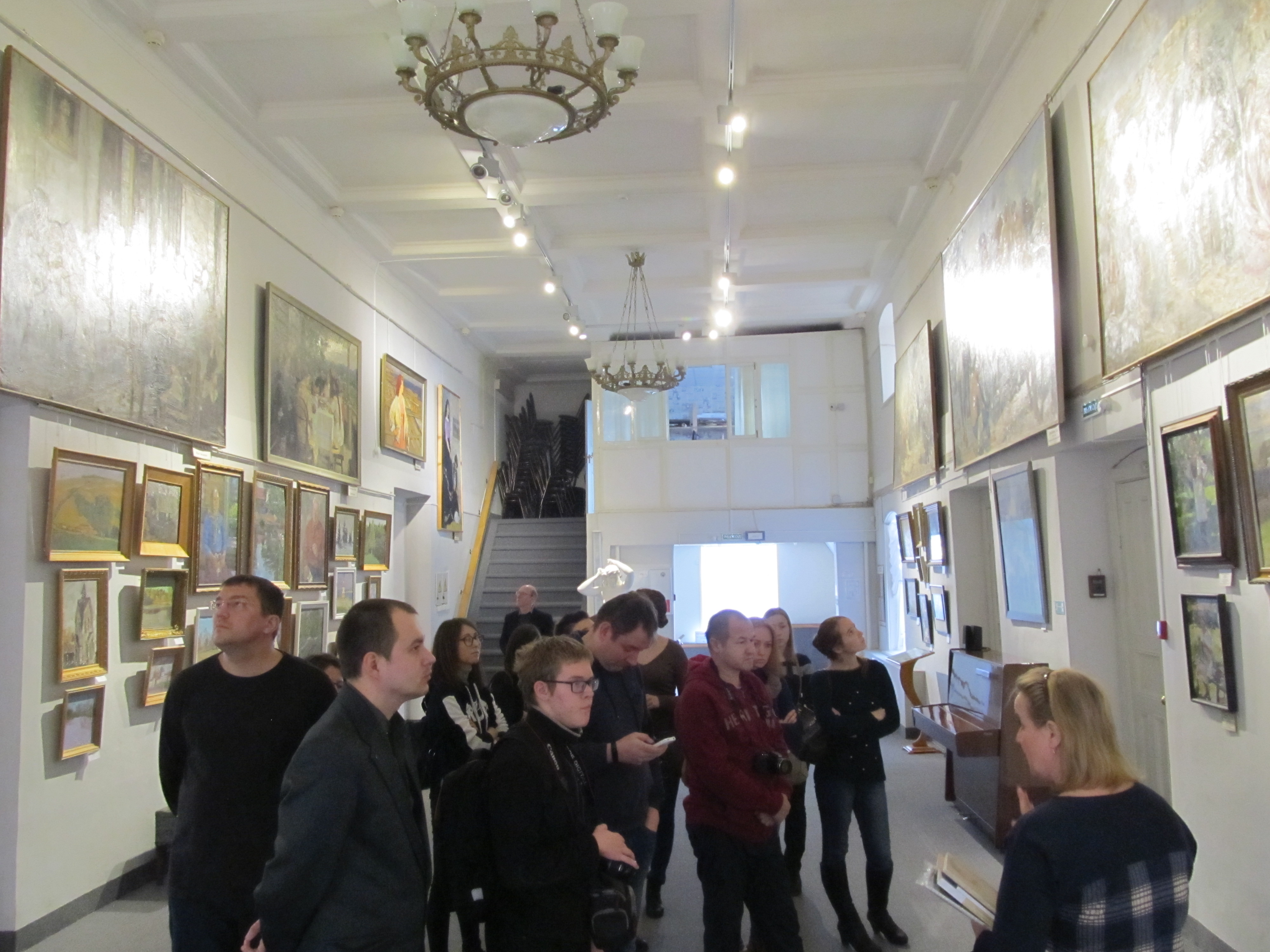
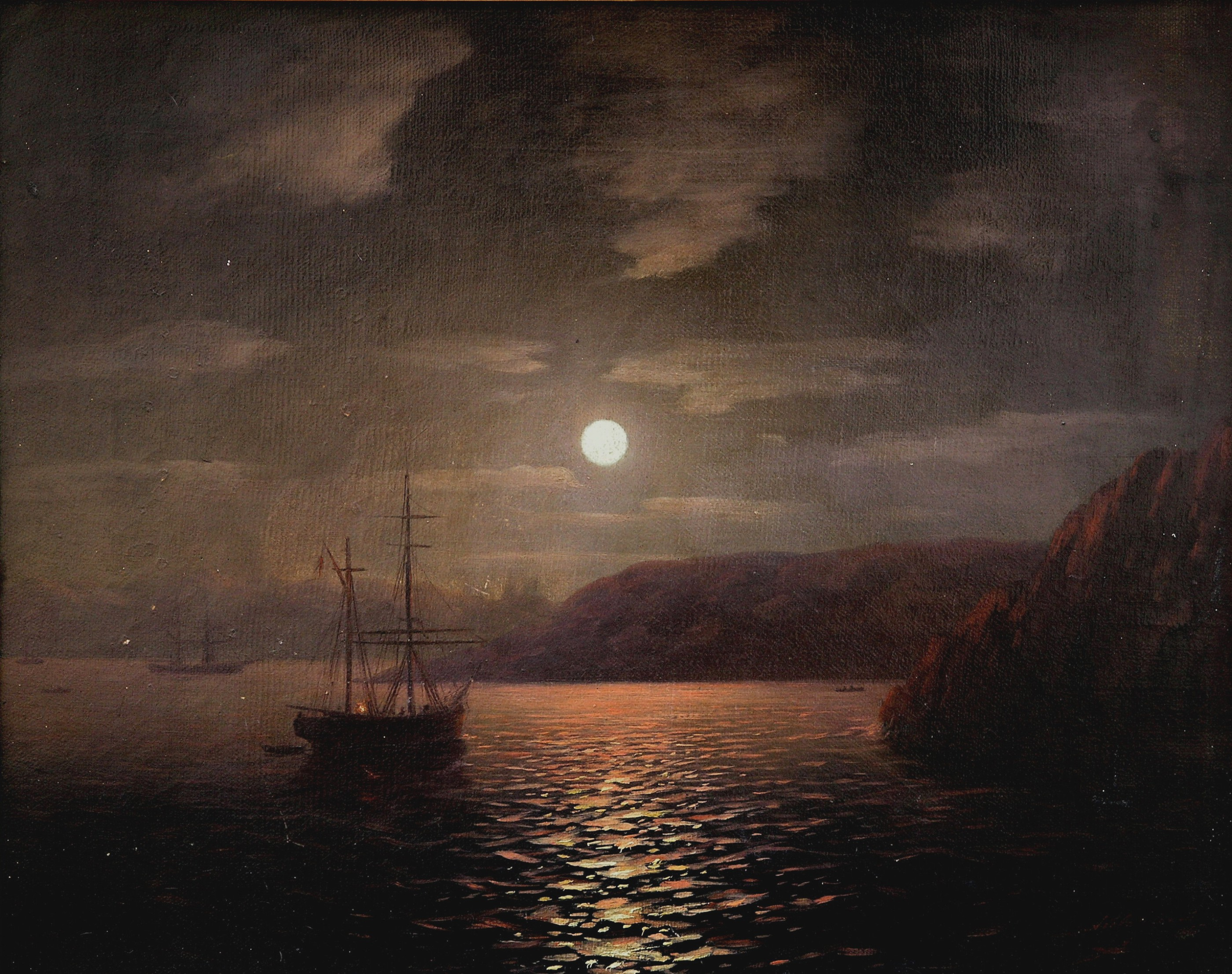